# Rafael Leão
Rafael Alexandre Conceição Leão (Almada, 10 juni 1999) is een Portugese voetballer van Angolese afkomst die doorgaans als aanvaller speelt. Hij tekende in augustus 2019 bij AC Milan, dat 30 miljoen euro voor hem betaalde aan Lille OSC. Dat kreeg daarbij tot 5 miljoen extra in het vooruitzicht aan eventuele bonussen. Leão debuteerde in 2021 in het Portugees voetbalelftal.

## Carrière
Leão stroomde door vanuit de jeugd van Sporting Lissabon, waarvoor hij in mei 2017 zijn eerste wedstrijd in het tweede elftal speelde, in de Segunda Liga. Hij maakte in de eerste helft van het seizoen 2017/18 zes doelpunten in elf wedstrijden voor het tweede van Sporting. Zijn debuut in de hoofdmacht volgde op 11 februari 2018. Leão viel toen in de 69e minuut in voor Bryan Ruiz tijdens een met 2–0 gewonnen wedstrijd in de Primeira Liga, thuis tegen CD Feirense. Hij kwam dat jaar tot drie competitiewedstrijden, maar liet na het seizoen zijn contract verscheuren vanwege ongeregeldheden rond de club.
Leão tekende in augustus 2018 transfervrij bij Lille OSC. Hier groeide hij gedurende het seizoen 2018/19 uit tot basisspeler. Hij droeg in 24 competitiewedstrijden onder meer acht doelpunten bij aan het behalen van de tweede plaats in de Ligue 1. Hij wekte dat jaar de interesse van AC Milan. Leão tekende in augustus 2019 een contract tot medio 2024 bij de Italiaanse club, die 30 miljoen euro voor hem betaalde aan Lille. Dat kreeg daarbij tot 5 miljoen extra in het vooruitzicht aan eventuele bonussen.
Leão werd in het seizoen 2021/22 met Milan kampioen in de Serie A. Hijzelf werd dat seizoen uitgeroepen tot speler van het jaar in de Serie A.

## Clubstatistieken
| Seizoen     | Club              | Competitie    | Competitie | Competitie | Competitie | Beker | Beker | Beker | Europa | Europa | Europa | Totaal | Totaal | Totaal |
| Seizoen     | Club              | Competitie    | Wed.       | Dlp.       | Ass.       | Wed.  | Dlp.  | Ass.  | Wed.   | Dlp.   | Ass.   | Wed.   | Dlp.   | Ass.   |
| ----------- | ----------------- | ------------- | ---------- | ---------- | ---------- | ----- | ----- | ----- | ------ | ------ | ------ | ------ | ------ | ------ |
| 2017/18     | Sporting Portugal | Primeira Liga | 3          | 1          | 1          | 1     | 1     | 0     | 1      | 0      | 0      | 5      | 2      | 1      |
| Club Totaal | Club Totaal       | Club Totaal   | 3          | 1          | 1          | 1     | 1     | 0     | 1      | 0      | 0      | 5      | 2      | 1      |
| 2018/19     | Lille OSC         | Ligue 1       | 24         | 8          | 2          | 2     | 0     | 0     | —      | —      | —      | 26     | 8      | 2      |
| Club Totaal | Club Totaal       | Club Totaal   | 24         | 8          | 2          | 2     | 0     | 0     | 0      | 0      | 0      | 26     | 8      | 2      |
| 2019/20     | AC Milan          | Serie A       | 31         | 6          | 2          | 2     | 0     | 1     | —      | —      | —      | 33     | 6      | 3      |
| 2020/21     | AC Milan          | Serie A       | 30         | 6          | 6          | 2     | 0     | 0     | 8      | 1      | 0      | 40     | 7      | 6      |
| 2021/22     | AC Milan          | Serie A       | 34         | 11         | 10         | 4     | 2     | 1     | 4      | 1      | 1      | 42     | 14     | 12     |
| 2022/23     | AC Milan          | Serie A       | 14         | 6          | 5          | 0     | 0     | 0     | 6      | 1      | 4      | 20     | 7      | 9      |
| Club Totaal | Club Totaal       | Club Totaal   | 109        | 29         | 23         | 8     | 2     | 2     | 18     | 3      | 5      | 135    | 34     | 30     |
| TOTAAL      | TOTAAL            | TOTAAL        | 136        | 38         | 26         | 11    | 3     | 2     | 19     | 3      | 5      | 166    | 44     | 33     |

Bijgewerkt op 28 mei 2022

## Interlandcarrière
Leão maakte deel uit van verschillende Portugese nationale jeugdelftallen. Hij won met Portugal –17 het EK –17 van 2016. Hij behaalde met Portugal –19 ook de finale van het EK –19 van 2017, maar verloor hierin van Engeland –19 (1–2). Leão debuteerde later dat jaar in Portugal –21. Hij nam met Portugal –20 deel aan het WK –20 van 2019.
Leão debuteerde in 2021 in het Portugees voetbalelftal. Tijdens het wereldkampioenschap voetbal 2022 in Qatar speelde hij in alle vijf wedstrijden. Hij wist twee keer een doelpunt te maken, waarvan een tegen Zwitserland in de achtste finales. Hiermee legde hij de eindstand (6-1) vast. In de kwartfinales zouden hij en zijn team met 1–0 onderuitgaan tegen Marokko. Leão werd op 21 mei 2024 door bondscoach Roberto Martínez opgenomen in de Portugese selectie voor het EK 2024 in Duitsland. Portugal won een groep met Tsjechië, Turkije en Georgië, schakelde in de achtste finales Slovenië uit en verloor in de kwartfinales op strafschoppen van Frankrijk. Leão kwam op het toernooi wegens een schorsing enkel tegen Georgië niet in actie.

## Erelijst
| Kampioen Serie A | 1x | 2021/22 |

| Europees kampioen –17 | 1x | 2016    |
| UEFA Nations League   | 1x | 2024/25 |

2 Calabria  ·
4 Bennacer ·
7 Giménez ·
8 Loftus-Cheek ·
9 Jović ·
10 Leão ·
11 Pulisic ·
14 Reijnders ·
16 Maignan ·
17 Okafor ·
18 Zeroli ·
19 Hernández ·
20 Jiménez ·
21 Chukwueze ·
22 Emerson ·
23 Tomori ·
24 Florenzi ·
28 Thiaw ·
29 Fofana ·
31 Pavlović ·
42 Terracciano ·
46 Gabbia ·
57 Sportiello ·
80 Musah ·
90 Abraham ·
96 Torriani ·
Coach: Fonseca
· Assistent-coach: Ferreira
1 Patrício ·
2 Dalot ·
3 Pepe ·
4 Dias ·
5 Guerreiro ·
6 Palhinha ·
7 Ronaldo  ·
8 Fernandes ·
9 And. Silva ·
10 B. Silva ·
11 Félix ·
12 Sá ·
13 Danilo ·
14 Carvalho ·
15 Leão ·
16 Vitinha ·
17 Mário ·
18 Neves ·
19 Mendes ·
20 Cancelo ·
21 Horta ·
22 Costa ·
23 Nunes ·
24 Ant. Silva ·
25 Otávio ·
26 Ramos ·
Coach: Santos
1 Patrício ·
2 Semedo ·
3 Pepe ·
4 Dias ·
5 Dalot ·
6 Palhinha ·
7 Ronaldo  ·
8 Fernandes ·
9 Ramos ·
10 B. Silva ·
11 Félix ·
12 Sá ·
13 Danilo ·
14 Inácio ·
15 J. Neves ·
16 Nunes ·
17 Leão ·
18 R. Neves ·
19 Mendes ·
20 Cancelo ·
21 Jota ·
22 Costa ·
23 Vitinha ·
24 A. Silva ·
25 Neto ·
26 Conceição ·
Coach: Martínez